# Termin międzynarodowy
Termin międzynarodowy – termin stosowany w stosunkach międzynarodowych i w organizacjach międzynarodowych ułatwiający redagowanie umów międzynarodowych i ich interpretację; sam termin „termin międzynarodowy” jest również terminem międzynarodowym.
Standaryzacja terminologii międzynarodowej jest przedmiotem współpracy międzynarodowej. W 1971 w Wiedniu powstał Infoterm, agenda UNESCO; polskim członkiem Infotermu jest Instytut Informacji Naukowej i Bibliotekoznawstwa Uniwersytetu Jagiellońskiego.